# Partido Democrático (Camboya)
El Partido Democrático o Demócrata (en jemer: ក្រុមប្រជាធិបតេយ្យ; que se traduciría como: "Grupo Democrático") fue un partido político camboyano de ideología nacionalista y centroizquierdista, fundado por el príncipe Sisowath Youtevong en 1946. Ese año obtuvo un abrumador triunfo en las primeras elecciones al momento de declararse la independencia. Desde entonces, gobernó el país hasta las elecciones generales de 1955, en las que fue abrumadoramente derrotado por el Sangkum, que estableció el régimen de Norodom Sihanouk. Posteriormente, por presión del gobierno, se autodisolivió en 1957. Hubo algunos intentos de restauración del partido entre 1970 y 1991, aunque ninguno con éxito.

## Historia

### Fundación del partido
En las elecciones a la Asamblea Constituyente de 1946, el Partido Democrático obtuvo una amplia victoria con el 73% de los votos, y 50 de los 67 escaños. A pesar de la temprana muerte de Yuthevong, el Partido Democrático ya se había vuelto inmensamente popular, lo que facilitó su victoria en las siguientes elecciones bajo la nueva constitución, en 1947. En contraste con el monarquista y conservador Partido Liberal, del Príncipe Norodom Norindeth y los demócratas progresistas encabezados por el príncipe Norodom Montana, estaban a favor de lograr la independencia inmediata de Camboya e instaurar una democracia parlamentaria similar a la de la Cuarta República Francesa. El Partido Democrático también sostenía que la insurgencia de los Jemeres Issarak patrocinada por Tailandia era una insurgencia patriótica, lo que le valió la irritación del gobierno francés.

### Período de gobierno
El partido obtuvo sus victorias electorales posteriores a la muerte de Yuthevong asistido por un amplio grupo de patriotas, incluyendo Saloth Sar, que posteriormente se convertiría en Pol Pot), y Ieng Sary. Otras figuras prominentes dentro del Partido Democrático eran el centrista In Tam y el izquierdista Hu Nim, otro futuro miembro de los Jemeres Rojos.
La defección de Yem Sambaur y varios otros diputados a los liberales en 1948, y el posterior asesinato del líder demócrata Ieu Koeus en 1950 por un miembro del séquito de Norindeth, condujeron a un período de fragmentación y división en el partido. Sin embargo, a pesar del ascenso temporal de los liberales, los demócratas continuaron atrayendo a muchos miembros de la élite intelectual del Khmer en el período anterior e inmediatamente después de la independencia de Camboya en 1953, obteniendo una victoria aplastante en las últimas elecciones bajo el régimen colonial, de 1951. Son Ngoc Thanh, ex primer ministro bajo la ocupación japonesa, también se unió a los demócratas entre 1951 y 1952.
Durante 1954 el Partido se movió a la izquierda, bajo la influencia de los radicales políticos instruidos por París encabezados por Keng Vannsak. El príncipe Norodom Phurissara se convirtió en su secretario general. En esta etapa su postura enfatizó la importancia de la Conferencia de Ginebra de 1954 para garantizar la independencia y la indeseabilidad de aceptar la ayuda norteamericana como resultado (una posición similar a la del partido socialista rival Pracheachon).

### Derrota y disolución del Partido
En 1955, el rey Norodom Sihanouk abdicó y estableció su propio movimiento político anticomunista, el Sangkum, para participar en las elecciones generales de 1955. Algunos prominentes demócratas (como Penn Nouth) abandonaron el partido y se unieron a Sihanouk. Keng Vannsak fue amenazado en una reunión por miembros del Sangkum en la víspera de la elección y su sede en Battambang fue saqueada. Los demócratas ganaron el 12% de los votos, mientras que el Sangkum ganó el 82% y todos los asientos.
En agosto de 1957, el Partido Democrático se disolvió. Según las notas dejadas por el príncipe Sisowath Monireth, esto sucedió después de que los líderes restantes fueran llamados para una "conferencia amistosa" con Sihanouk y fueran golpeados por la policía de Lon Nol a la salida.

## Resultados electorales
|  | 74.62 % |

|  | 58.66 % |

|  | 69.23 % |

|  | 12.31 % |

|  | 1.0 % |

|  | 1.8 % |